# Мінералогічний музей Вюрцбурга
49°46′57″ пн. ш. 9°58′13″ сх. д. / 49.7824° пн. ш. 9.9702° сх. д.
Мінералогічний музей є частиною Інституту географії та геології Вюрцбурзького університету Юліуса-Максиміліана. Він розташований на першому поверсі Географічного корпусу на південному кампусі Хабланд.
Спочатку колекції експонувалися в Кабінеті природничої історії Бланків, заснованому Бонавітою Бланк (1740—1827) наприкінці XVIII століття, і були розширені за рахунок придбань та пожертвувань університету, зокрема куратора Людвіга Румпфа. Завдяки особливій відданості Якоба Бекенкампа, тодішнього директора Мінералогічного інституту, колекція спочатку знайшла нове, привабливе місце в Мінералогічно-геологічному інституті на Пляйхерваллі. У повоєнний період колекція мінералів багато років не була відкрита для публіки. У 1978 році Зігфрід Маттес знову відкрив Мінералогічний музей для публіки в новій будівлі на Хабланді. Після подальшого розширення, тепер вона складається з п'яти кімнат з майже 20 тематичними зонами:
Земля як частина Сонячної системи — Колекція метеоритів — Нердлінгерський Ріс як удар метеорита — Будова та динаміка Землі — Тектоніка плит, мантія Землі та океанічна кора — Вступ до мінералогії — Кристалографія — Петрологія — Геохімія — Рудні та мінеральні родовища сучасного та минулого глобального економічного значення — Класичні рудні родовища Центральної Європи (Гарц, Чорний ліс, Рудні гори, Богемія, Трансільванія), Регіональна колекція мінералів та гірських порід (Франконія, Шпессарт, Рен, колекція дорогоцінного та напівдорогоцінного каміння, з численними позиками з Ідар-Оберштайна).
Є також обертові вітрини з новими надходженнями або спеціальними мінеральними групами.